# Lissotesta granum
Lissotesta granum är en snäckart som först beskrevs av R. Murdoch och Suter 1906.  Lissotesta granum ingår i släktet Lissotesta och familjen Skeneidae. Inga underarter finns listade i Catalogue of Life.